# Mythimna obsoleta
Leucania obsoleta là một loài bướm đêm thuộc họ Noctuidae. Nó được tìm thấy ở châu Âu, from miền nam Fennoscandia to Tây Ban Nha, Ý và the Balkans, phần châu Âu thuộc Nga, the Kavkaz, Kazakhstan, Kyrgyzia, miền nam Siberia, Thổ Nhĩ Kỳ, the Ural, Mông Cổ, vùng Viễn Đông Nga, the Korean Peninsula, Trung Quốc và Nhật Bản (Hokkaido và Honshu).
Sải cánh dài 36–40 mm. Con trưởng thành bay từ tháng 5 đến tháng 7 tùy theo địa điểm.
Ấu trùng ăn Phragmites australis.

## Hình ảnh

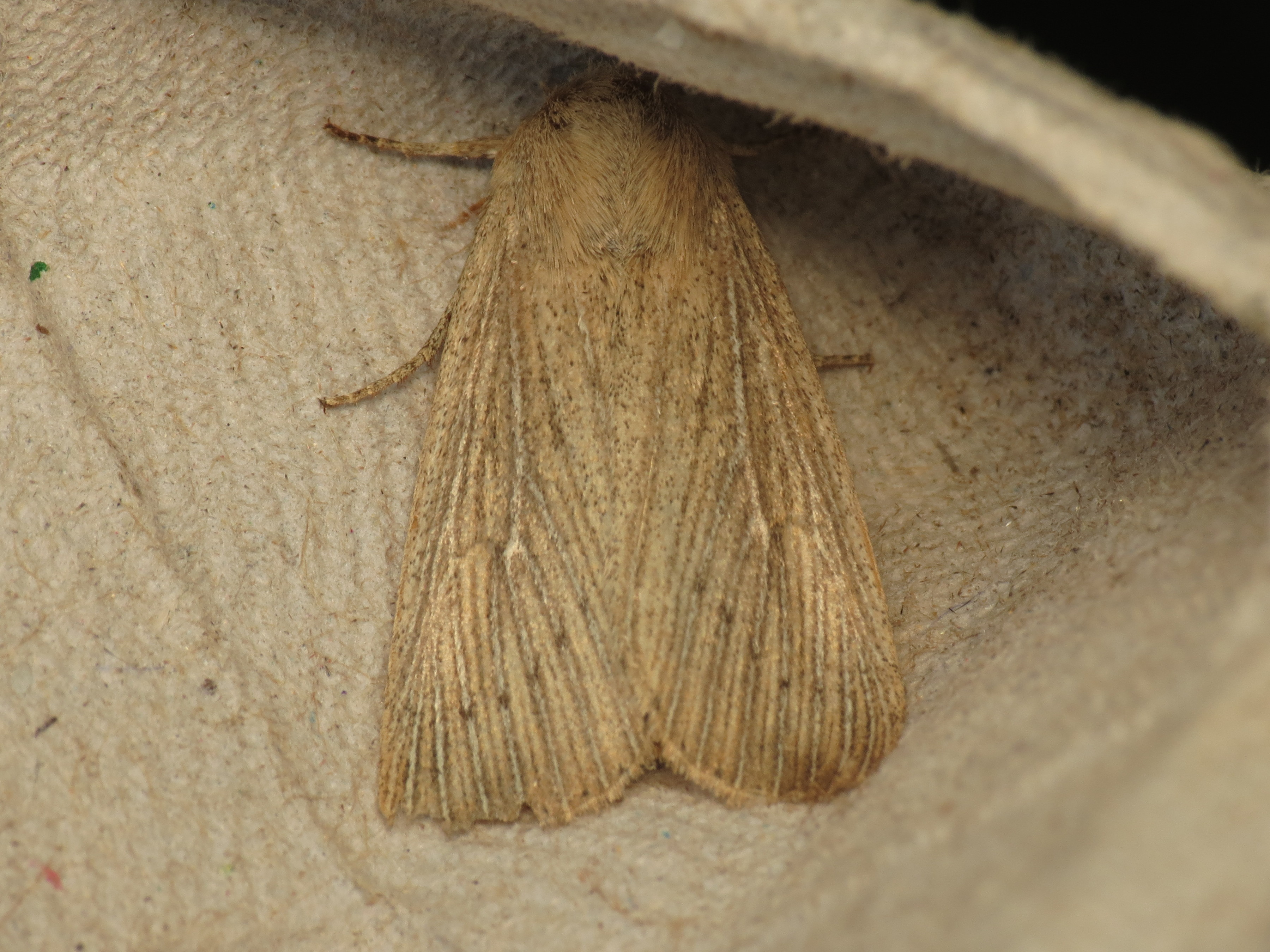
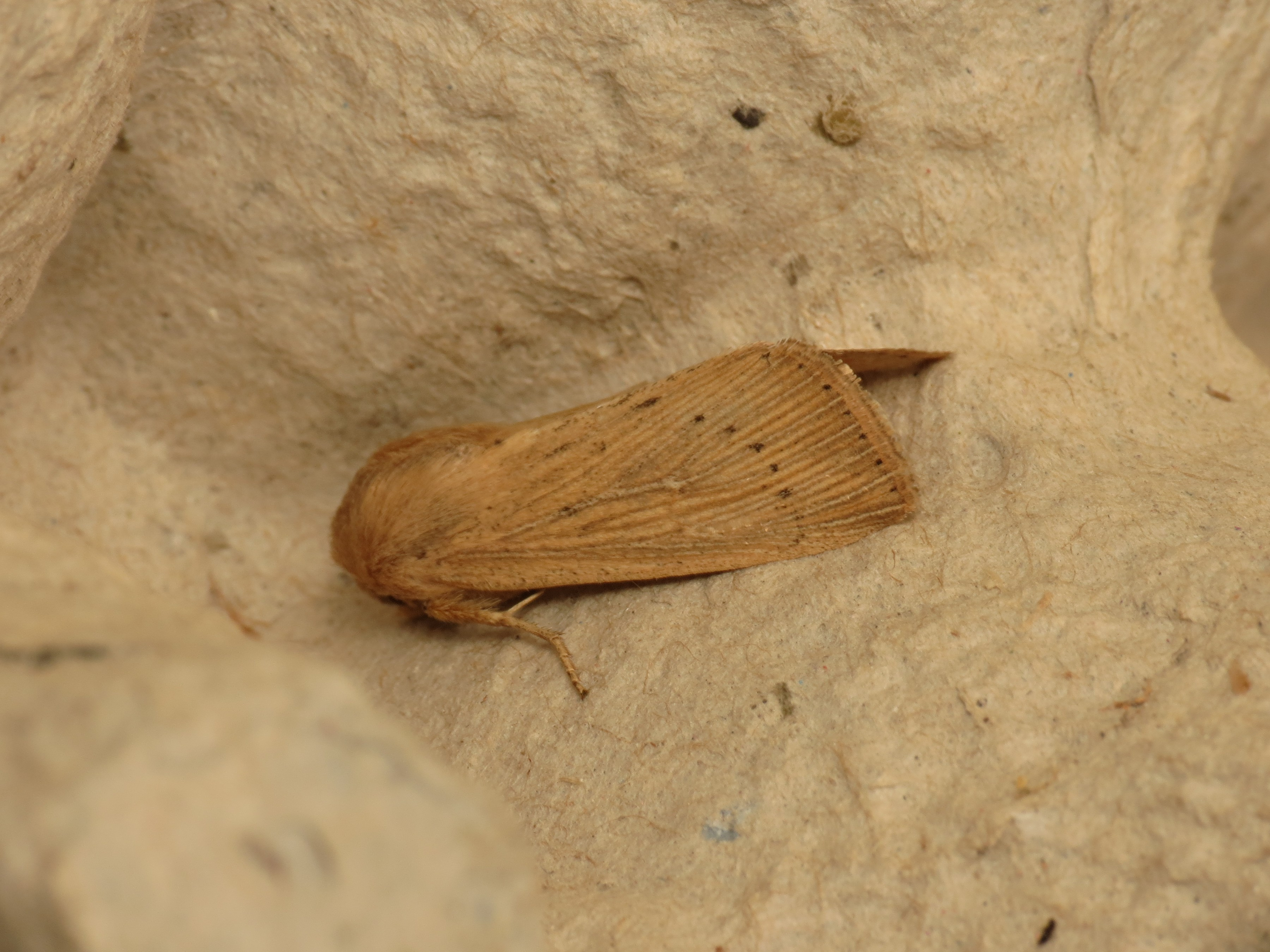
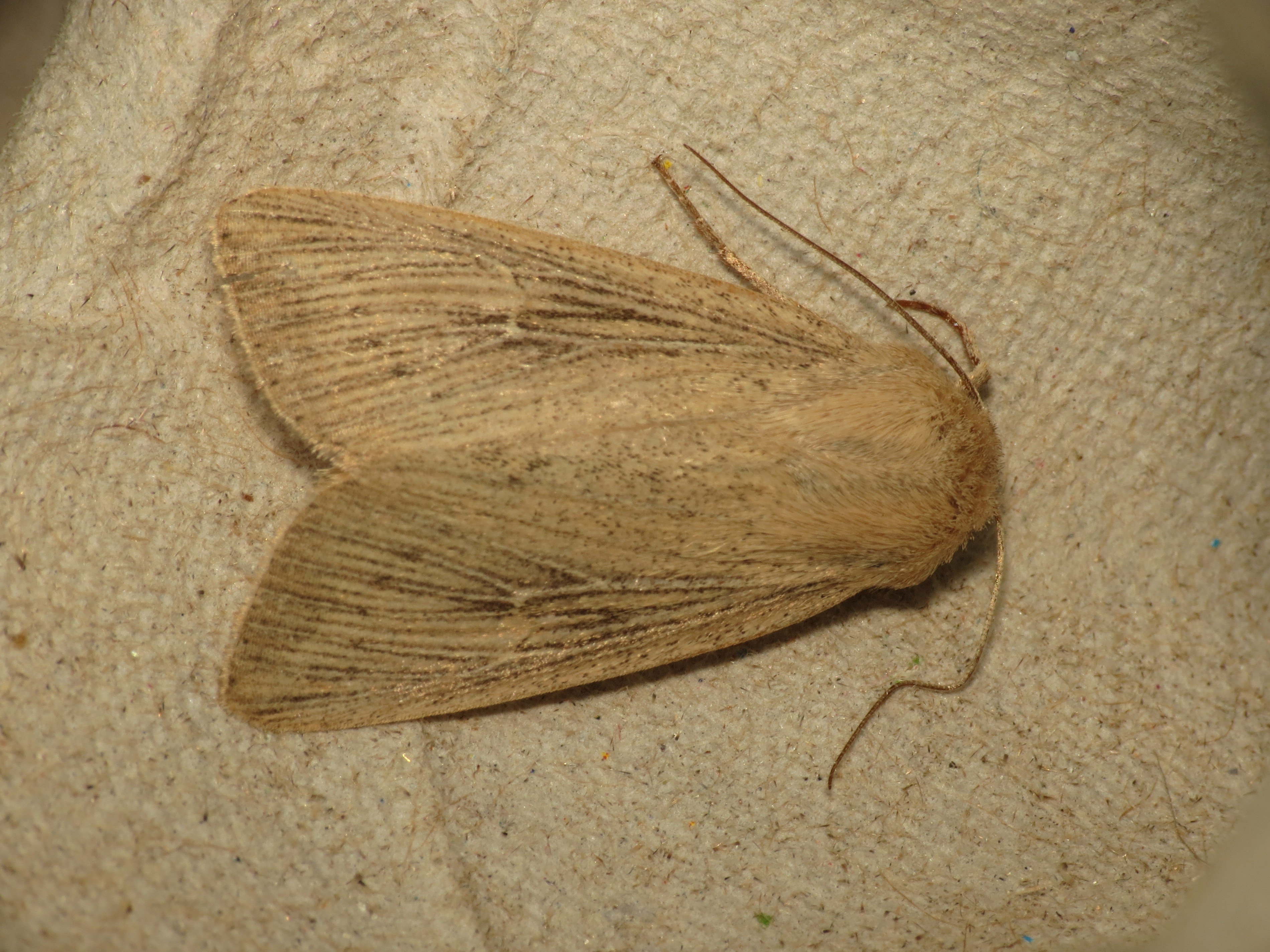